# Attentat du 30 août 1981 à Téhéran
L'attentat du 30 août 1981 à Téhéran est réalisé par l’Organisation des moudjahiddines du peuple iranien qui fait exploser une bombe dans le bureau du Premier ministre iranien. Le président Mohammad Ali Rajai, le Premier ministre Mohammad Javad Bahonar et le colonel Vahid Dastgherdi, chef de la police iranienne, sont tués dans cet attentat.

## Les faits

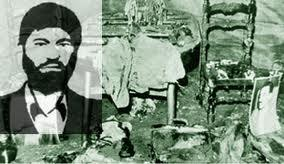
Masoud Keshmiri, un agent infiltré de l'Organisation des Moudjahidines du peuple iranien, est responsable de l'attentat à la bombe qui a tué le président iranien Mohammad-Ali Rajai et le Premier ministre Mohammad-Javad Bahonar le 30 août 1981. Cet attentat a eu lieu au bureau du Premier ministre à Téhéran, laissant derrière lui une scène de dévastation comme celle visible sur la photo.

Le 30 août, un membre du Parti de la république islamique ouvre un attaché-case déposé dans le bureau à Téhéran par Massoud Kashmiri, secrétaire du bureau de Bahonar et du Conseil suprême de sécurité nationale. Une bombe explose et tue  Ali Rajai et Bahonar, et trois autres membres du parti. Selon l'enquête officielle, Kashmiri aurait agi au nom de l’Organisation des moudjahiddines du peuple iranien. Massoud Kashmiri a utilisé un faux passeport pour fuir l'Iran après l'attaque.